# CASA C-201 Alcotán
El CASA C-201 Alcotán fue un avión de transporte bimotor construido por la compañía española Construcciones Aeronáuticas S.A. (CASA) a comienzos de los años 50, aunque el proyecto se inició en 1946, con el contrato entre el Ministerio del Aire de España y CASA para el desarrollo de dos prototipos, el primero de los cuales realizó su primer vuelo el 11 de febrero de 1949.

## Desarrollo
Después de la Segunda Guerra Mundial, la industria aeronáutica en España se limitó a la construcción de aviones extranjeros (alemanes e italianos) bajo licencia, por lo que el Ministerio del Aire Español alentó la creación de proyectos nacionales.
La empresa Construcciones Aeronáuticas S.A. (CASA) inició el desarrollo de tres modelos de aviones de transporte ligero bimotor y uno cuatrimotor, con distintas dimensiones y capacidades, desarrollándose finalmente los bimotores C-201 Alcotán, C-202 Halcón y C-207 Azor. El Ministerio del Aire y CASA firmaron en junio de 1946 un contrato para el desarrollo de dos prototipos del C-201 Alcotán, que debían tener una capacidad para transportar una carga de una tonelada a una distancia de 1000 km.
El primero de los prototipos del C-201 Alcotán realizó su primer vuelo el 11 de febrero de 1949, provisto de motores Armstrong Siddeley Cheetah-XXVIII de 475 hp. En julio del año siguiente, el Gobierno español encargó doce modelos de la serie preliminar, cuya misión sería la de demostrar la operatividad de los distintos equipamientos y funciones (entre las que se incluían el transporte de personal, el entrenamiento de bombardeo, el reconocimiento aéreo y la instrucción para el vuelo con instrumentos y sin visibilidad), y cien aviones de serie, debiendo estar la línea de producción en Getafe, y la construcción de timones y otras partes en la factoría de Cádiz.
La elección de los motores que debían portar los Alcotán fue complicada, estando uno de los aviones de la serie preliminar equipado con motores Pratt & Whitney R-1340 Wasp-H de 550 hp, otros tres equipados con motores fabricados por la compañía española ENMASA Sirio S-VII-A de 500 hp, y el resto contaban con motores Armstrong Siddeley Cheetah-XXVII de 475 hp.
El problema de los motores fue decisivo en el desarrollo del C-201 Alcotán, ya que su suministro estaba limitado debido al aislamiento al que estaba sometida España después de la Segunda Guerra Mundial; otros problemas eran la falta de divisas del país, y que la industria local no era capaz de producir los motores necesarios. El Ministerio del Aire español logró hacerse con cuatro motores Alvis Leonides-503, de 503 hp, llegando así a finalizar 11 unidades hasta el año 1956.
Cuando se canceló el proyecto en 1962, existían 96 unidades completas esperando ser motorizadas, pero que finalmente fueron desechadas y aprovechadas en la medida de lo posible, y compensando el Gobierno Español a CASA por la cancelación.
Con el C-201, la industria aeronáutica española había desarrollado su primera aeronave de pasajeros de hélice, lo que le sirvió de base a CASA para los proyectos siguientes según patrones internacionales.

## Diseño
El diseño era el de un monoplano de ala baja bimotor, de construcción básica enteramente metálica, con el tren de aterrizaje secundario bajo la cola, y el principal, retráctil en los carenados de los motores, que daban al aparato el aspecto de un Douglas DC-3 a escala reducida.

## Variantes
C-201A
Transporte de personal, con motores Armstrong Siddeley Cheetah-XXVII de 475 hp.
C-201B
Transporte de personal, con motores ENMASA Sirio S.VII-A de 500 hp.
C-201D
Versión de entrenamiento en vuelo sin visibilidad, navegación y radio, con motores Armstrong Siddeley Cheetah-XXVII.
C-201E
Versión de reconocimiento aéreo y bombardeo con motores Armstrong Siddeley Cheetah-XXVII.
C-201F
Versión de entrenamiento en vuelo sin visibilidad, navegación y radio, con motores ENMASA Sirio S.VII-A.
C-201G
Versión de reconocimiento aéreo y bombardeo con motores ENMASA Sirio S.VII-A.

## Operadores
España
- Ejército del Aire: llegó a operar los 11 Alcotán fabricados, sirviendo con la designación T.5.[3]

## Especificaciones (C-201A/D/E)
Referencia datos: EADS.com

### Características generales
- Tripulación: Dos
- Capacidad: 10 pasajeros
- Longitud: 13,8 m (45,3 ft)
- Envergadura: 18,4 m (60,4 ft)
- Altura: 3,9 m (12,6 ft)
- Superficie alar: 41,8 m² (449,9 ft²)
- Peso vacío: 3550 kg (7824,2 lb)
- Peso cargado: 5095 kg (11 229,4 lb)
- Planta motriz: 2× motor radial de siete cilindros refrigerado por aire Armstrong Siddeley Cheetah-XXVII.
  - Potencia: 287 kW (396 HP; 390 CV) cada uno.

### Rendimiento
- Velocidad máxima operativa (Vno): 325 km/h (202 MPH; 175 kt) 202
- Alcance: 1000 km (540 nmi; 621 mi)
- Techo de vuelo: 5600 m (18 373 ft)

Nota: las versiones B, F y G contaban con motores ENMASA Sirio S.VII-A que proporcionaban 500 hp, una velocidad máxima de 352 km/h y un techo de vuelo de 6095 m. Su peso en vacío era de 3590 kg, y el máximo en despegue de 5488 kg.

## Aeronaves relacionadas

### Desarrollos relacionados
- CASA C-202 Halcón
- CASA C-207 Azor

### Aeronaves similares
- Boeing 247
- Lockheed Model 10 Electra
- Douglas DC-3
- Vickers VC.1 Viking
- Lisunov Li-2

### Secuencias de designación
- Aviones militares de CASA: AX - C-201 - C-202 - C-207 - C-212 →
- Secuencia T._ (Aeronaves de Transporte del Ejército del Aire español, 1945-1954): ← T.3 - T.4 (I) - T.4 (II) - XT.5
- Secuencia T._ (Aeronaves de Transporte del Ejército del Aire español, 1954-1978):[3] ← T.2 - T.3 - T.4 (III) - T.5 - T.6 - T.7 - T.8 →